# Ондрозе
Ондрозе (фр. Andrezé) насеље је и општина у западној Француској у региону Лоара, у департману Мен и Лоара која припада префектури Шоле.
По подацима из 2011. године у општини је живело 1845 становника, а густина насељености је износила 86,66 становника/km². Општина се простире на површини од 21,29 km². Налази се на средњој надморској висини од 157 метара (максималној 117 m, а минималној 52 m).

## Демографија
| 1962. | 1968. | 1975. | 1982. | 1990. | 1999. | 2011. | 2019. |
| ----- | ----- | ----- | ----- | ----- | ----- | ----- | ----- |
| 1.262 | 1.312 | 1.371 | 1.699 | 1.803 | 1.799 | 1.845 | 1.911 |

График промене броја становника у току последњих година